# Polittico del 1476
Il Polittico del 1476 (o Polittico di San Domenico o, impropriamente Polittico Demidoff) è un dipinto a tempera e oro su tavola di Carlo Crivelli, datato al 1476 su pannello centrale e oggi smembrato tra la National Gallery di Londra e il Metropolitan Museum di New York. 

## Storia
Nel 1868 arrivò nel museo londinese un grande polittico di Crivelli, già nella raccolta Demidoff di Firenze (dalla quale prese il nome). Anteriormente era stata visto a Roma dal Lanzi nel 1789 presso il cardinale Zelada ed era giunto a Firenze con la famiglia Rinuccini.
La forma del polittico era così inconsueta da lasciare perplessa la critica: una Madonna al centro contornata da quattro sportelli di santi, sormontati da altrettanti a mezza figura (e fin qui niente di strano), una cuspide neogotica sopra Maria e, più in alto, un terzo registro di quattro santi a figura piena. Col tempo si è rafforzata l'idea che si trattasse di un assemblaggio arbitrario di pannelli di diversa provenienza, ipotesi poi confermata dallo studio delle fonti ascolane. 
Si è risaliti infatti a un polittico del 1476 originariamente nella chiesa di San Domenico ad Ascoli Piceno (lo menzionano l'Orsini e il Lazzari), e la presenza di santi domenicani nei due registri inferiori del polittico Demidoff ne confermano l'identificazione. Inoltre Lazzari (1724) e il Ricci (1834, su testimonianza più antica del Bartoli) ricordavano un secondo polittico dell'artista in quella chiesa, riferibile pure al 1476, quello che oggi viene chiamato il Polittico minore di San Domenico o il Polittico di san Pietro Martire, dal nome di uno dei santi raffigurati. 
Si presume quindi che i due polittici vennero smantellati dagli altari in occasione dei rifacimenti del 1776 circa, venduti poi all'antiquario Grossi che li smembrò, cedendoli separatamente e raggruppando una parte dei pannelli nel polittico che effettivamente acquistò da lui il cardinal Zelada.
Federico Zeri e Rodolfo Pallucchini hanno poi integrato i polittici riferendo al primo (quello sull'altare maggiore), la Pietà nel Metropolitan Museum e al secondo la Madonna nel Museo di Belle Arti di Budapest. I polittici dovevano avere inoltre una predella ciascuno, di cui non si hanno tracce. 
Nel 1961 la National Gallery smontò i pannelli ricostruendoli in due polittici separati.

## Descrizione e stile

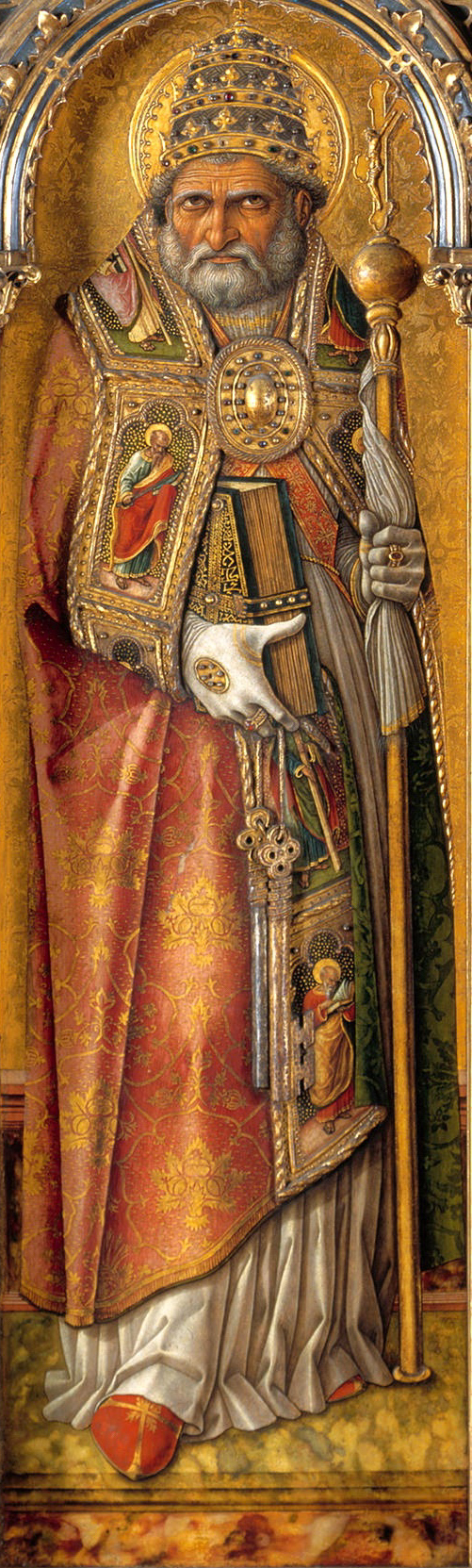
San Pietro

Il polittico ha un'impostazione tradizionale, con la Madonna in trono col Bambino al centro, i santi a figura piena ai lati e nel registro superiore una Pietà e santi a mezza figura. Il santo titolare della chiesa, Domenico, si doveva probabilmente trovare subito a fianco della Vergine, anziché all'estremità. 
Il livello artistico è molto alto, sebbene l'artista mantenga alcuni arcaismi, come il piano d'appoggio non unificato nei pannelli principali.
I pannelli sono i seguenti (tutti alla National Gallery, salvo la Pietà):
- Madonna col Bambino, 148x63 cm, firmata OPVS KAROLI CRIVELLI VENETI 1476
- San Giovanni Battista, 138x40 cm
- San Pietro, 138x40 cm
- Santa Caterina d'Alessandria, 138x40 cm
- San Domenico, 138x40 cm

Nel registro superiore:
- San Francesco, 61x40 cm
- Sant'Andrea, 61x40 cm
- Pietà, 69x63,5 cm, al Metropolitan Museum
- Santo Stefano, 61x40 cm
- San Tommaso, 61x40 cm

### La Madonna col Bambino
Maria sta seduta su un trono marmoreo riccamente decorato, di stampo tipicamente padovano, come dimostrano le decorazioni in frutta, foglie e verdura. Veneziano (ispirato ai fiamminghi) è però l'espediente di calare un telo lungo lo schienale, che isoli la figura sacra rispetto allo sfondo. 
La Vergine, dai delicatissimi lineamenti, solleva in punta di dita un velo sul figlio che dorme in grembo, reggendole teneramente un dito con la manina. Si tratta quindi di una Madonna del Velo, un'iconografia legata al preannuncio della Passione attraverso, che Maria riconobbe alzando un velo sul figlio dormiente che le ricordò un sudario su un corpo senza vita. 
Il ricchissimo ornato e lo sfarzo si sposano col realismo tenero e delicato dei volti, delle mani e dei gesti.
Sul gradino decorato da finti rilievi all'antica, dove cade oltre il limite immaginario del dipinto la gonna di Maria, si trova la firma dell'artista e la data.

### I santi del primo registro
I santi a tutta figura sono trattati col consueto realismo accompagnato da una vivissima vena descrittiva, che si sofferma ora a rendere gli effetti più ricercati, come la pelliccia del Battista, ora lo sfarzo più squillante, come nei damaschi della veste di Caterina o nei gioielli della tiara e della pianeta papale di Pietro. Spesso si ricorre ad effetti a rilievo, come nel bastone pastorale, nelle chiavi e in altri dettagli dello stesso Pietro.
Fulcro ottico delle imagini sono le mani, spesso contratte in gesti caricati di intensità, e i volti, ruotati e variati in una vasta gamma di espressioni. Giovanni è concentrato nello srotolamento del cartiglio con l'Ecce Agnus Dei, Pietro sembra affossato nel peso della decoratissima veste, Domenico, straordinariamente anziano e veritiero, abbassa il capo con un gesto di umile deferenza rivolto a Maria, Caterina, dal profilo purissimo, guarda in alto nell'atteggiamento tipico dei martiri.
Spesso i piedi delle figure sono in scorcio ed escono dal gradino su cui poggiano, nel tentativo di uno sfondamento verso lo spettatore molto frequente in Crivelli, derivato dagli esperimenti di Mantegna che fu uno dei suoi maestri, se non diretto almeno ideale. 
Lo sfondo della figura del Battista è diverso da quello delle altre e rappresenta il deserto: si tratta di un modo tipico di rappresentare il santo ben documentato in area veneta (come nel cosiddetto Polittico di Ca' Morosini di Bartolomeo Vivarini, del 1464), che lo stesso Crivelli aveva già utilizzato, ad esempio nel Polittico di Massa Fermana (1468).

### La Pietà
Con un punto di vista adattato per una visione dal basso, Cristo sui leva dal bordo del sepolcro, contornato dalle figure dei dolenti piangenti: Maria, che lo abbraccia incurvandosi, Giovanni apostolo, che solleva la testa al cielo disperato, e la Maddalena, dai capelli soffici sciolti, che regge con dolore una mano del Cristo. Rispetto ad altre rappresentazioni del tema, così frequenti nei polittici crivelleschi, questa Pietà si distingue per la rappresentazione particolarmente esplicita e calcata del dolore dei dolenti, ispirata alle raffigurazioni di Donatello sull'Altare del Santo e sviluppata in maniera personale.
Contrasta con le figure dei dolenti, angosciate ma vive, il Cristo morto, il cui corpo nella postura abbandonata mostra i chiarissimi segni del martirio sul costato e sulle mani.

### I santi del secondo registro
Per i santi del secondo registro valgono le stesse considerazioni di quelli a tutta figura. Si tratta infatti di figure ancora una volta altamente espressive, in bilico tra un realismo quasi esasperato delle parti anatomiche e l'astratto idealismo del fondo oro e degli oggetti riprodotti come nelle miniature. Tutti hanno tratti somatici individualizzati. 
Francesco, coi segni evidenti delle stimmate, è smagrito e fervido nell'indirizzare la sua preghiera verso l'alto. Andrea sembra bilanciare con difficoltà il peso della croce e del grosso libro che tiene aperto. Stefano è il più sereno di tutti, nonostante le pietre che gli stanno appoggiate sulla testa e sulle spalle, rivolgendo uno sguardo alle spettatore e reggendo un libro e la palma del martirio. Tommaso d'Aquino mostra la sua opera aperta e regge un modellino della chiesa, che sembra voler offrire a Dio, guardando verso l'alto.

## Possibile ricostruzione
|  |  |  |  |  |
|  |  |  |  |  |